# 巴尔德拉卡萨德塔霍
巴尔德拉卡萨德塔霍，是西班牙埃斯特雷马杜拉卡塞雷斯省的一个市镇。总面积73平方公里，2001年普查人口總數為493人，人口密度為每平方公里7人。